# Morschwiller
Morschwiller (en alsacià Morschwíller) és un municipi francès, situat a la regió del Gran Est, al departament del Baix Rin. L'any 1999 tenia 459 habitants.
Forma part del cantó de Haguenau, del districte de Haguenau-Wissembourg i de la Comunitat d'aglomeració de Haguenau.

## Demografia
| 1962 | 1968 | 1975 | 1982 | 1990 | 1999 | 2007 |
| ---- | ---- | ---- | ---- | ---- | ---- | ---- |
| 366  | 368  | 392  | 388  | 395  | 459  | 540  |

## Administració
| Període   | Identitat              | Partit | Qualitat |  |
| --------- | ---------------------- | ------ | -------- |  |
| 1989-1995 | Eugène Diebold         |        |          |  |
| 1995-2001 | Charles Thal           |        |          |  |
| 2001-     | Marie-Françoise Moritz |        |          |  |